# Горно Камарци
Горно Камарци е село в Западна България. То се намира в Община Горна Малина, Софийска област.

## География
Горно Камарци е малко китно селце разположено в планински район. На север се намира Стара планина, а на юг – Средна гора. Намира се между магистрала „Хемус“ и подбалканския път. От селото тръгват пътищата за два старопланински прохода – Витиня и Арабаконак. На югоизток след Долно Камарци се намира и проходът Гълъбец. Съвсем близо в Стара планина се намира връх Звездец, а на изток и връх Баба. В близост до селото е началото на река Макоцевска. Близки населени места са Осоица, Саранци, Долно Камарци, Стъргел и Буново. Най-близки градове са Ботевград и Елин Пелин.

## Културни и природни забележителности
Предстои изграждане на екоселище.

## Личности
Починали в Горно Камарци
- Владо Тричков (1899 – 1944) – български партизанин

## Редовни събития
Всяка година в областта Арабаконак край паметника се провеждат чествания по случай 3 март. Съборът на селото се състои 40 дни след Великден.

## Галерия
- Военен паметник в Горно Камарци
- Улица в Горно Камарци